# Frontera entre l'Uzbekistan i el Kirguizstan
La frontera entre l'Uzbekistan i el Kirguizstan és la frontera de 936 kilòmetres en sentit est-oest que separa l'est de l'Uzbekistan (províncies de Taixkent, Namangan, Andijan i Fergana) de l'oest del Kirguizstan (província de Talas, Jalal-Abad, Oix i Batkén). Comença al nord al trifini entre l'Uzbekistan, el Kirguizstan i el Kazakhstan, fa un traçat curt cap a l'oest, després vira al sud-oest i després al sud-est. Va cap al nord, després al sud-est seguint al riu Sirdarià fins a les proximitats de Jalal-Abad. Segueix cap a l'oest un tret llarg cap a l'oest fins al trifini entre ambdós estats i la República Popular de la Xina.
A la frontera hi ha un mur de seguretat construït per l'Uzbekistan per prevenir la infiltració terrorista. La construcció es va iniciar el 1999 després que culpés dels atemptats amb bombes a Taixkent a terroristes islàmics originaris del Kirguizstan. La tanca, erigida unilateralment en territori disputat ha causat estralls econòmics a les àrees agrícoles pobles a la vall de Ferganà i ha separat moltes famílies en aquesta regió fronterera tradicionalment integrada.

## Història
La disputa fronterera entre l'Uzbekistan i el Kirguizstan se centra en la demarcació unilateral de la frontera per l'Uzbekistan i la seva presumpta confiscació de grans extensions de sòl kirguís que s'havien prestat a l'Uzbekistan per a ús temporal durant el període soviètic, però mai els va tornar.
El bombardeig de Taixkent al febrer de 1999, que es va atribuir als terroristes islàmics i la posterior incursió de la regió kirguís de Batken pel Moviment Islàmic de l'Uzbekistan, que es van assentar al Tadjikistan i s'oposaven al president usbec, Islam Karimov, van moure l'Uzbekistan a tancar la seva frontera i començar a construir una tanca de filferro d'arç al llarg de llargs trams de la seva frontera amb el Kirguizstan a la vall de Ferganà.
Els esforços de l'Uzbekistan en els anys 1999 i 2000 per assegurar la frontera anteriorment porosa de la vall de Ferganà han demostrat que qualsevol divisió ordenada del territori sobre la base de la barreja ètnica o l'activitat econòmica és gairebé impossible, i la complicada història de l'ús integrat de les terres frontereres fa que sigui difícil determinar la propietat. No obstant això, ni les consideracions de propietat de la terra ni les dificultats diàries que experimentaven els habitants normals de la vall van desanimar a l'estat uzbek per demarcar i militaritzar la seva frontera el més aviat possible per evitar possibles atacs.
El juny de 2004, el ministeri d'Afers Exteriors del Kirguizstan va protestar per l'intent de l'Uzbekistan de construir una tanca fronterera a la zona de Tuya-Moyun al sud d'Oix a prop de l'embassament de Kerkidon al Kirguizstan, al costat de l'est de la vall de Ferganà. Va dir que la tanca hauria entrat 60 metres al territori del sud del Kirguizstan en violació de la frontera estatal que ha estat delineada per la comissió intergovernamental per delinear les fronteres estatals kirguís-usbeca.
Més tard es va informar que l'Uzbekistan havia deixat de construir temporalment la tanca. Posteriorment, el Ministeri de Relacions Exteriors de la República del Kirguizstan va enviar un memoràndum al Ministeri d'Afers Exteriors de l'Uzbekistan el 28 de maig de 2004. Va expressar la posició del Kirguizstan que "aquests moviments unilaterals de l'Uzbekistan s'oposen a les normes del dret internacional i no compleix amb les disposicions del Tractat d'amistat eterna signat per la República Kirguís i la República de l'Uzbekistan el 24 de desembre de 1996".

## Efectes i conseqüències
Les aparicions, com ara l'eliminació d'una secció de 2 metres de la tanca a la carretera entre la capital regional kirguís d'Oix i la petita ciutat provincial d'Aravan (Kirguizstan el gener de 2000, van destacar la frustració que experimentava la població local a la regió fronterera, després de resultar que es tractava de ciutadans usbecs locals que van tallar la tanca fronterera per fer contraban al Kirguizstan.
El 14 de maig de 2005, un dia després de la massacre d'Andijan, els habitants usbecs van prendre el control de Qorasuv, una ciutat a la frontera amb el Kirguizstan, allunyant els funcionaris del govern. Les multituds enutjades van cremar edificis governamentals i van atacar l'alcalde. A mesura que milers de persones van intentar fugir del país i escapar dels disturbis polítics, es van reconstruir dos ponts a la frontera en un esforç per reactivar el comerç amb el Kirguizstan.
La regió sempre ha estat escassa d'aigua. Els rius i els rierols que tradicionalment han regat les terres de la vall, passen ara per diferents països fins a 20 vegades. Les noves fronteres han establert una comunitat contra la comunitat en el seu intent per accedir a l'aigua, provocant enfrontaments violents. El Kirguizstan meridional alberga una important minoria usbeca. En 1990, al començament de la construcció del mur, les tensions a la regió entre usbecs i kirguisos provocà una amarga violència intercomunal que va deixar 170 morts. Les successives disputes frontereres entre l'Uzbekistan i el Kirguizstan es van sumar a les tensions el 1999.